# Celastrina herophilus
Celastrina herophilus är en fjärilsart som beskrevs av Hans Fruhstorfer 1910. Celastrina herophilus ingår i släktet Celastrina och familjen juvelvingar. Inga underarter finns listade i Catalogue of Life.